# 알리 바르다코을루

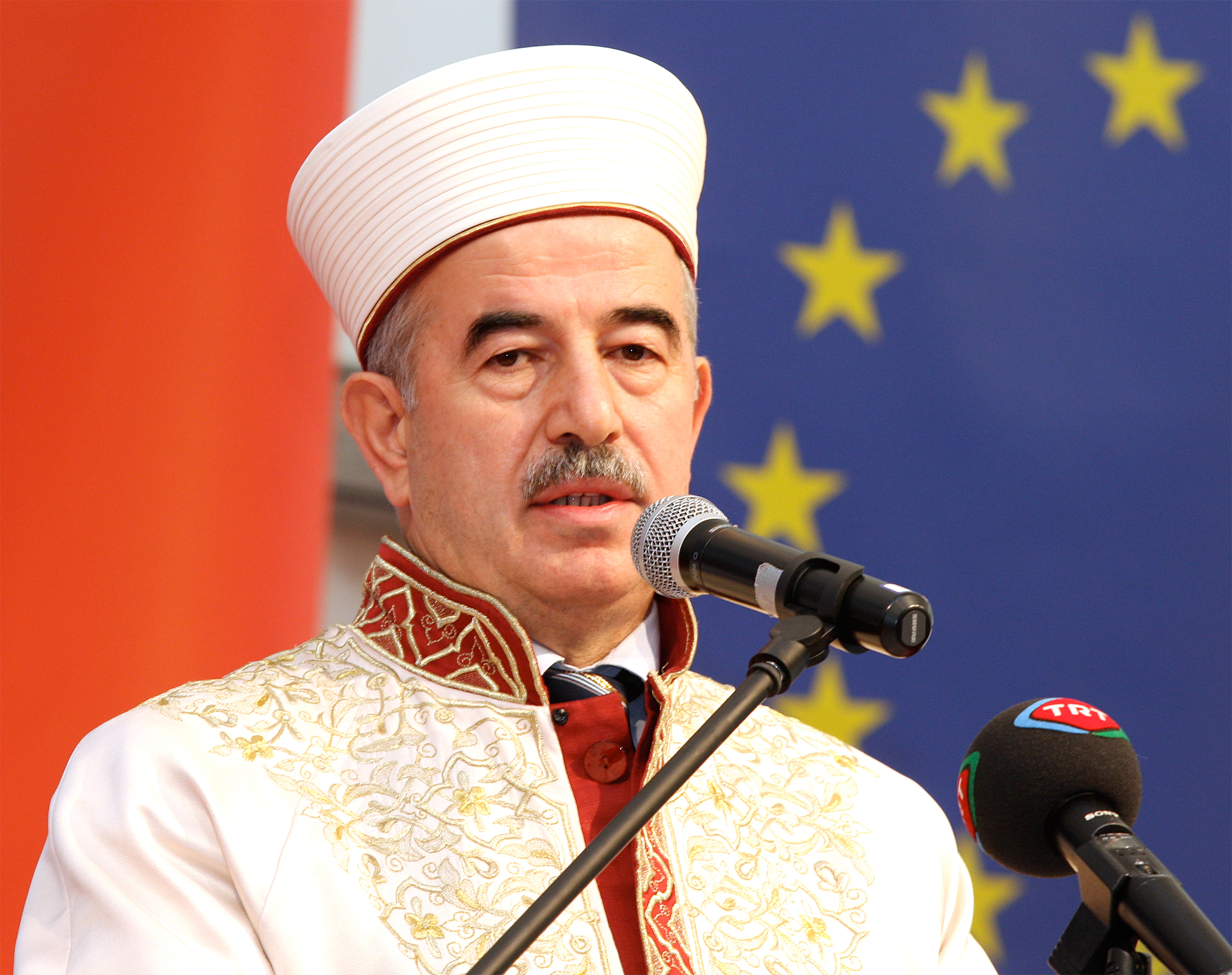
알리 바르다코을루

알리 바르다코을루(튀르키예어: Ali Bardakoğlu, 1952년 ~ )는 튀르키예의 이슬람학자이다. 2003년부터 2010년까지 국가 종무국의 수장을 역임했다.

## 생애
카스타모누 주 토시아(Tosya) 출신이다. 1975년 이스탄불 대학교에서 문학사 학위를 취득했으며 이슬람교의 율법인 샤리아에 가장 권위 있는 기관인 카이세리 이슬람 고등연구소의 대표로 임명되었다. 1982년에는 아타튀르크 대학교에서 철학 박사 자격을 취득했고 에르지예스(Erciyes) 대학교에서 신학과 보조 교수로 채용되었다. 2003년 5월에는 국가 종무국의 수장으로 임명되었다.
그는 튀르키예와 유럽에서 가장 현대적인 이슬람 지도자로 알려져 있다. 2005년에 두 명의 여성을 이스탄불과 카이세리의 무프티로 임명했다. 2006년 2월에는 알라니아의 교회당 건축식에 참여하기도 했다. 또한 이슬람교의 정통성을 정의하기 위해 암만 메시지를 발표하기도 했다.
2006년 11월 28일에는 앙카라에서 교황 베네딕토 16세를 만나 가톨릭과 무슬림의 화해를 주선했다. 그는 튀르키예어, 아랍어, 영어를 구사할 수 있으며 결혼한 뒤에 3명의 자녀를 두고 있다.